# رأب قلنسوة البظر
جراحة رأب قلنسوة البظر والتي يُطلق عليها أيضًا استئصال غطاء البظر هي عملية جراحية تجميلية يُقلّل فيها حجم ومساحة قلنسوة البظر (القلفة) من أجل إظهار نسبة أكبر من حشفة البظر.
تُجرى هذه العملية أحيانًا بشكل اختياري حيث يكون الهدف العلاجي هنا هو تحسين الأداء الجنسي للمريضة وتحسين المظهر الجمالي للفرج. يعتبر رأب أنسجة القلفة البظرية إجراءً ثانويًا في جراحة تجميل رأب الشفرين الصغيرين، كما تُجرى أحيانًا ضمن جراحة المهبل التجميلية. أظهرت استطلاعات الرأي الخاصة بالسيدات اللاتي خضعن للعملية رضاهن عن نتائج هذه الجراحة. وبرغم ذلك نشرت الكلية الأمريكية لأطباء التوليد وأمراض النساء في عام 2007 رأيًا ينصح بعدم الترويج لكون هذه الجراحة آمنة تمامًا.

## العمليات الجراحية
تتضمن جراحات تجميل الشفرين أحيانًا رأب قلنسوة البظر. إحدى الطرق المتبعة في هذا هي الاستئصال الثنائي لأنسجة القلفة التي تغطي حشفة البظر، مع إيلاء اهتمام خاص للحفاظ على الحشفة في الخط الناصف. طريقة أخرى متبعة هي قطع الثنايا الزائدة من نسيج القلفة البظرية، وتكون الشقوق الجراحية موازية للمحور الطولي للبظر.
يمكن تضمين رأب قلنسوة البظر في جراحة تجميل الشفرين باستخدام تقنية الاستئصال الموسع على شكل إسفين، بحيث يكون امتداد الإسفين الخارجي هو مكان تصغير أنسجة القلفة بعيدًا عن حشفة البظر. برغم ذلك يُزال أحيانًا الجلد القلفي الزائد في منتصف قلنسوة البظر عن طريق إحداث شقوق جراحية منفصلة.

## النتائج
أبلغت الدراسات البحثية عن ارتفاع معدل رضا المريضات عن التغييرات الجمالية للفرج والمهبل بعد جراحة تجميل الشفرين، وانخفاض معدل حدوث المضاعفات الطبية لهن. أفادت دراسة «جراحة تجميل الشفرين الصغيرين ورأب قلنسوة البظر باستخدام الاستئصال الوتدي المركزي الموسعة (2008)» أن نسبة الرضا عن نتيجة جراحة رأب الشفرين كانت 98% من بين 407 امرأة؛ وكان متوسط درجة رضا المريضة 9.2 نقطة على مقياس مكون من 10 نقاط؛ وأن 95% من المريضات أبلغن عن زوال إحساسهم بعدم الراحة في منطقة الفرج؛ وأن 93% من النساء أبلغن عن ارتفاع ثقتهن واحترامهن لأنفسهن؛ وأن 71% أبلغن عن تحسن الأداء الجنسي؛ وأن 0.6 في المائة (امرأة واحدة) أبلغت عن انخفاض الأداء الجنسي؛ وأن 4.4% من النساء تعرضن لمضاعفات طبية. ذكرت دراسة «توقعات وخبرة جراحة تجميل الشفرين: دراسة كيفية (2007)» أن النساء اللواتي خضعن لجراحة تجميل الشفرين كانت لديهن توقعات كبيرة بخصوص التخلص من عدم الراحة والألم في المنطقة العانية، وتحسين المظهر الجمالي للفرج، وتحسين الأداء الجنسي. أبلغت معظم النساء عن تحسن احترامهم لذواتهن؛ إلا أن الدراسة ذكرت أيضًا أن الاستشارة النفسية الرسمية قبل العملية الجراحية بخصوص ما يمكن توقعه وما لا يمكن توقعه من عملية تجميل الشفرين الصغيرين وإجراء رأب القلفة البظرية قد تفيد المريضة المحتملة بشكل أفضل من خلال مساعدتها في تكوين توقعات واقعية بخصوص جمال منطقتها التناسلية وصحتها العقلية بعد هذا الإجراء.

## الانتقادات
تصنف منظمة الصحة العالمية استئصال القلنسوة الجزئي أو الكلي على أنه تشويه للأعضاء التناسلية الأنثوية من النوع 1أ (1A).
نشرت الكلية الأمريكية لأطباء التوليد وأمراض النساء رأي اللجنة رقم 378: تجديد المهبل والإجراءات المهبلية التجميلية (2007)، وبيان السياسة الرسمية للكلية لمعارضة التحريفات التجارية بشأن جراحة تجميل الشفرين وجراحات تجميل المهبل المرتبطة بها وتصويرها على أنها ممارسات جراحية روتينية مقبولة طبيًا. حيث تشكك الكلية في السلامة الطبية والفعالية العلاجية للتقنيات والإجراءات الجراحية الخاصة بعمليات تجميل المهبل مثل: جراحة تجميل الشفرين، وتجديد المهبل، وتصميم المهبل، وإعادة العذرية، وتكبير البقعة جي، وتوصي بإطلاع النساء اللائي يسعين للحصول على مثل هذه العمليات الجراحية في الجهاز البولي التناسلي على كامل المعلومات الخاصة بالجراحة قبل خضوعهن لها، باستخدام إحصائيات السلامة الجراحية المتاحة، والمخاطر الصحية المحتملة مثل: عدوى الجرح الجراحي، وتلف العصب الفرجي (وهو ما يخلف فرجًا قليل الحساسية أو المفرط الحساسية)، عسر الجماع (الجماع المؤلم)، والتصاقات نسيجية (كيسة بشرانية)، وندبات مؤلمة.

## المخاطر
تمر الأعصاب الظهرانية للبظر فوق البظر على طول الجسم البظري. يمكن أن تحدث إصابة دائمة لهذه الأعصاب أثناء عملية رأب قلنسوة البظر.